# Wiechlina spłaszczona
Wiechlina spłaszczona (Poa compressa L.) – gatunek rośliny z rodziny wiechlinowatych (Poaceae). Występuje w Europie, na Kaukazie, w Azji Mniejszej i na Bliskim Wschodzie, w północno-zachodniej Afryce, zachodniej Azji, w Japonii. Wprowadzona również do Ameryki Północnej; w USA ma status gatunku inwazyjnego. W Polsce występuje dość pospolicie na obszarze całego kraju.

## Morfologia

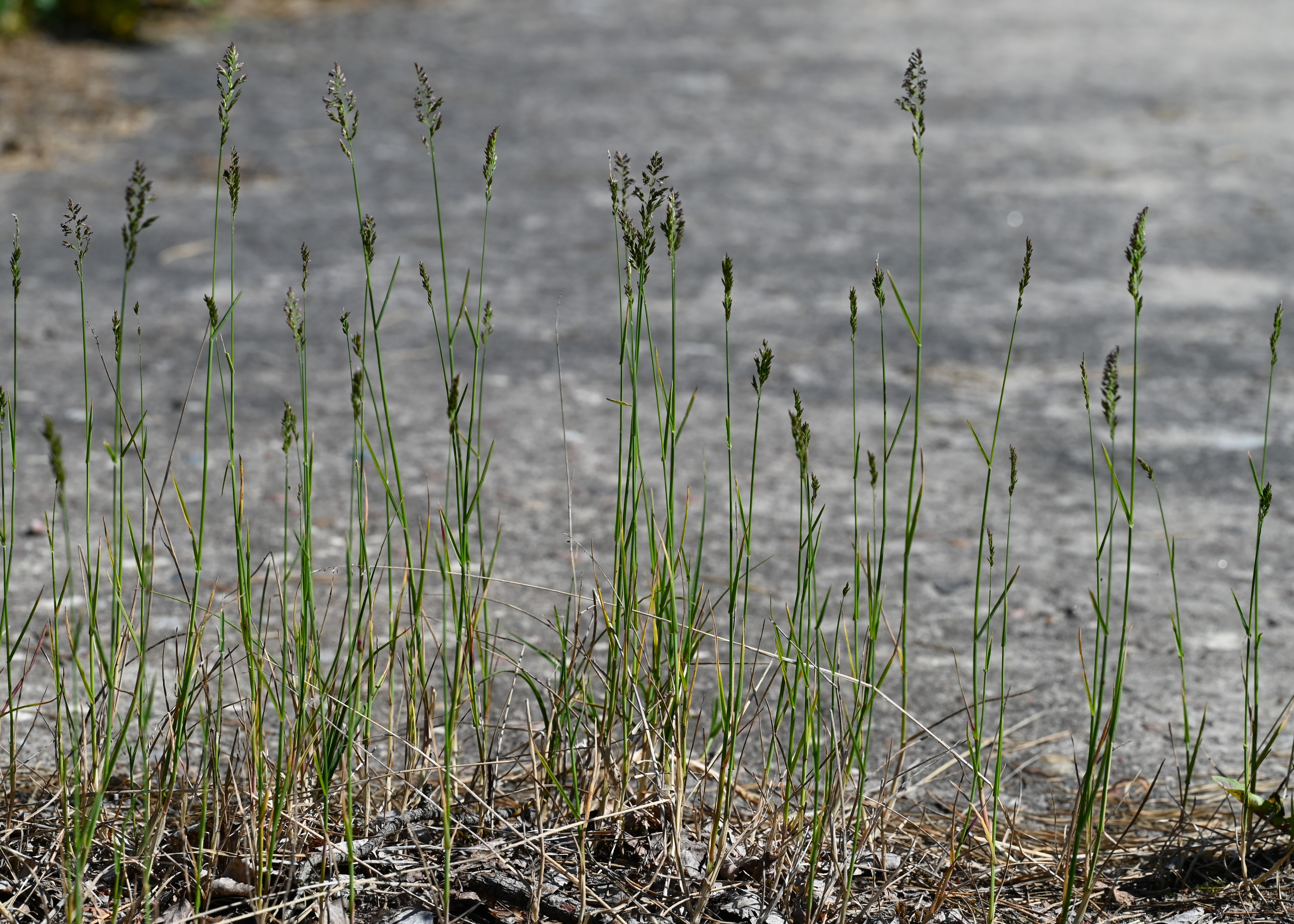
Pokrój

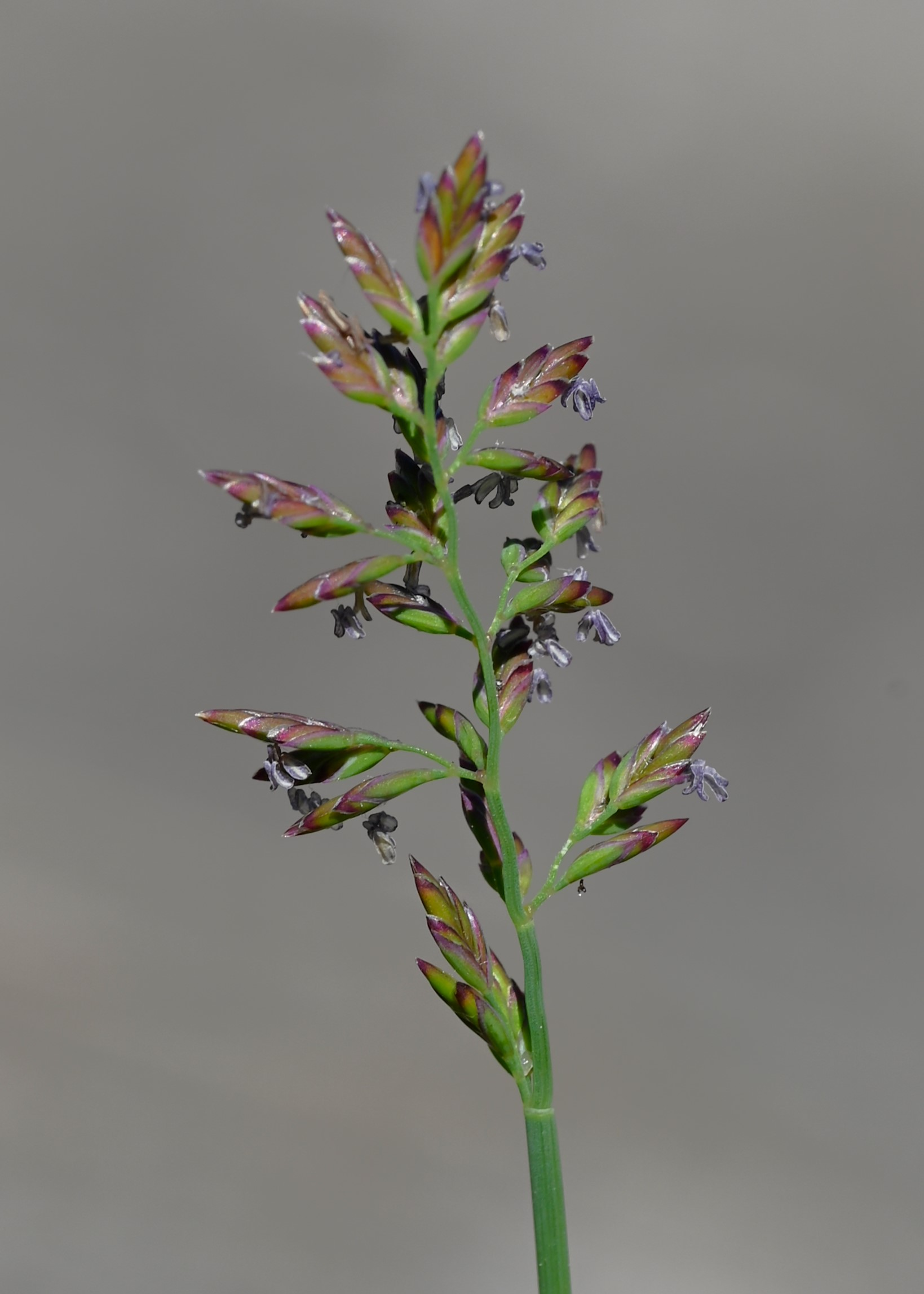
Kwiatostan

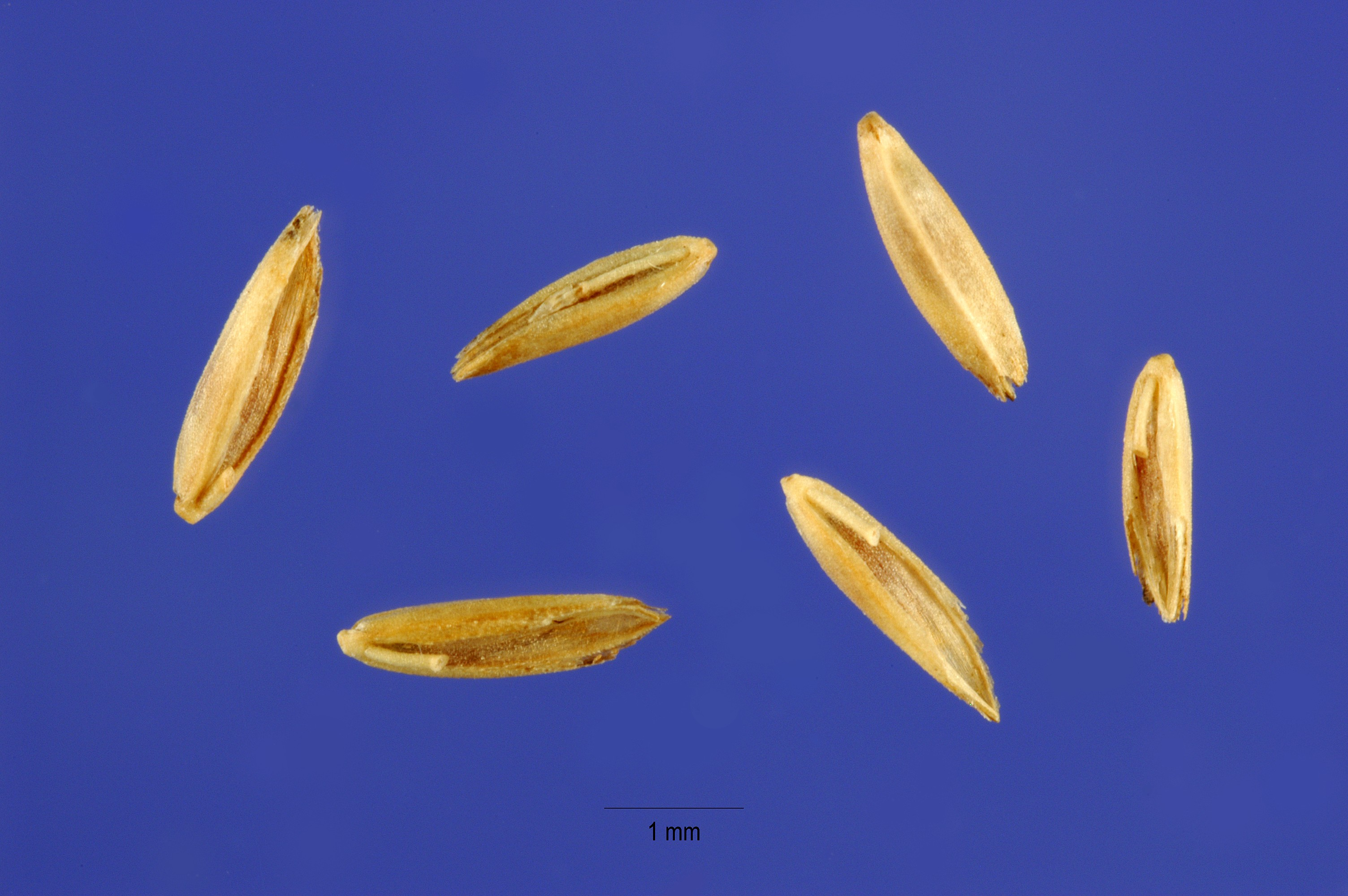
Ziarniaki

PokrójTrawa luźnokępkowa, z długimi podziemnymi rozłogami.
ŁodygaPędy generatywne od 20 do 80 cm wysokości, na dole wygięte kolankowato, liczne. Źdźbło bardzo spłaszczone, owalne w przekroju.
LiścieWielkości 2–15 cm × 1–4 mm, barwy szaro niebieskozielonej, rynienkowate bądź płaskie, zakończone kapturkowato. Pochwy bardzo spłaszczone, zwykle o długości równej blaszce. Języczek liściowy tępy, od 0,5 do 3 mm długości.
KwiatyWiecha od 3 do 8 cm, ścieśniona, z szorstkimi, sztywnymi i krótkimi gałązkami. Plewka dolna naga, jedynie w nasadzie ma wełniste włoski. Kłoski od 3 do 8 mm długości, 3 do 10 kwiatowe.
OwocZiarniak zaostrzony na końcach, z siateczkowatą mozaiką.

## Biologia i ekologia
Bylina, hemikryptofit. Kwitnie w maju i czerwcu. Roślina kserotermiczna. Porasta gleby suche, średniożyzne, o odczynie zasadowym. Spotykana w suchych, ciepłych i świetlistych lasach, np. w świetlistej dąbrowie, a także w ciepłolubnych murawach, na przydrożach i zboczach.